# Візок, який вказує південь

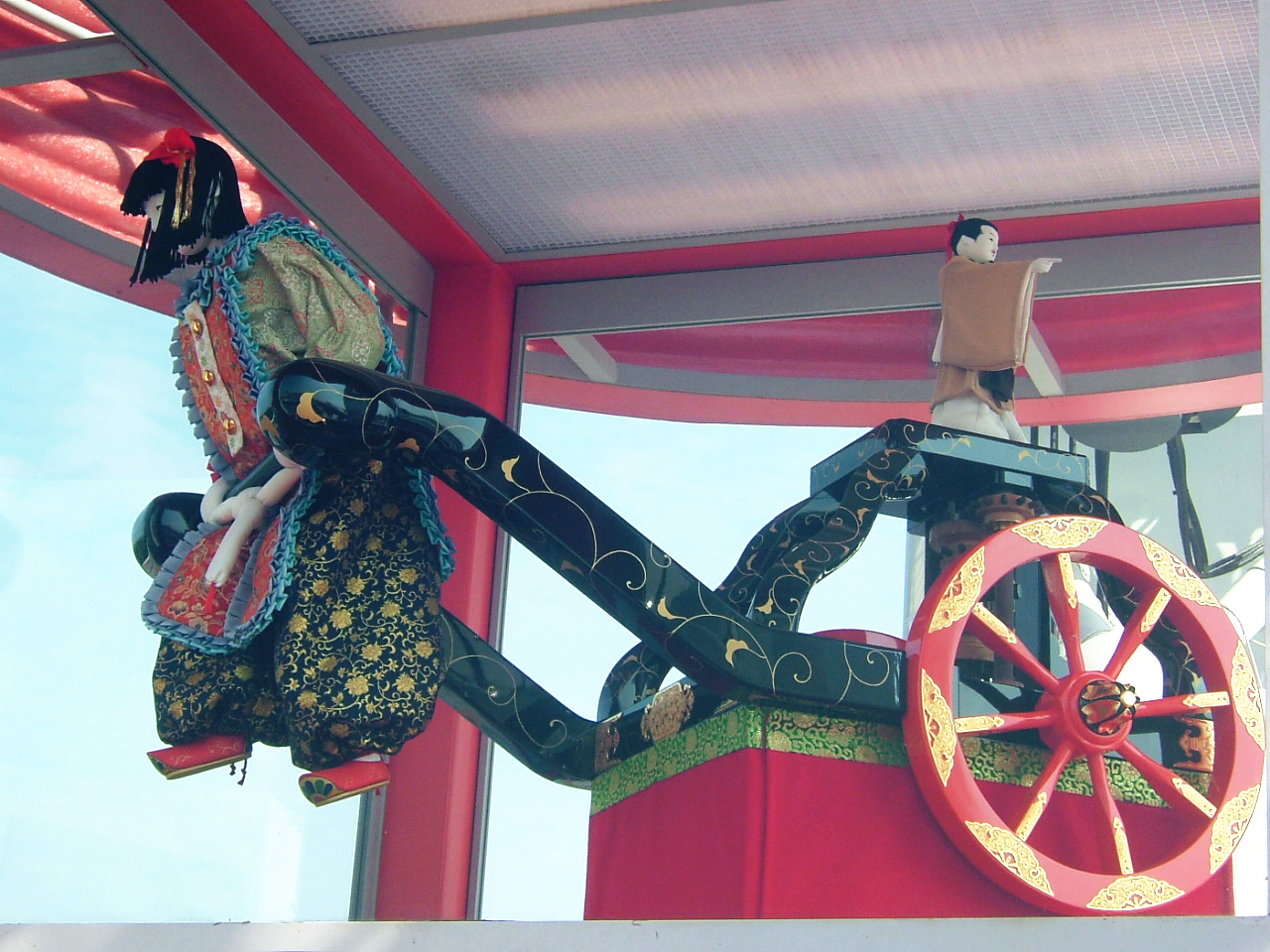
Реконструкція Візка який вказує південь, 2005

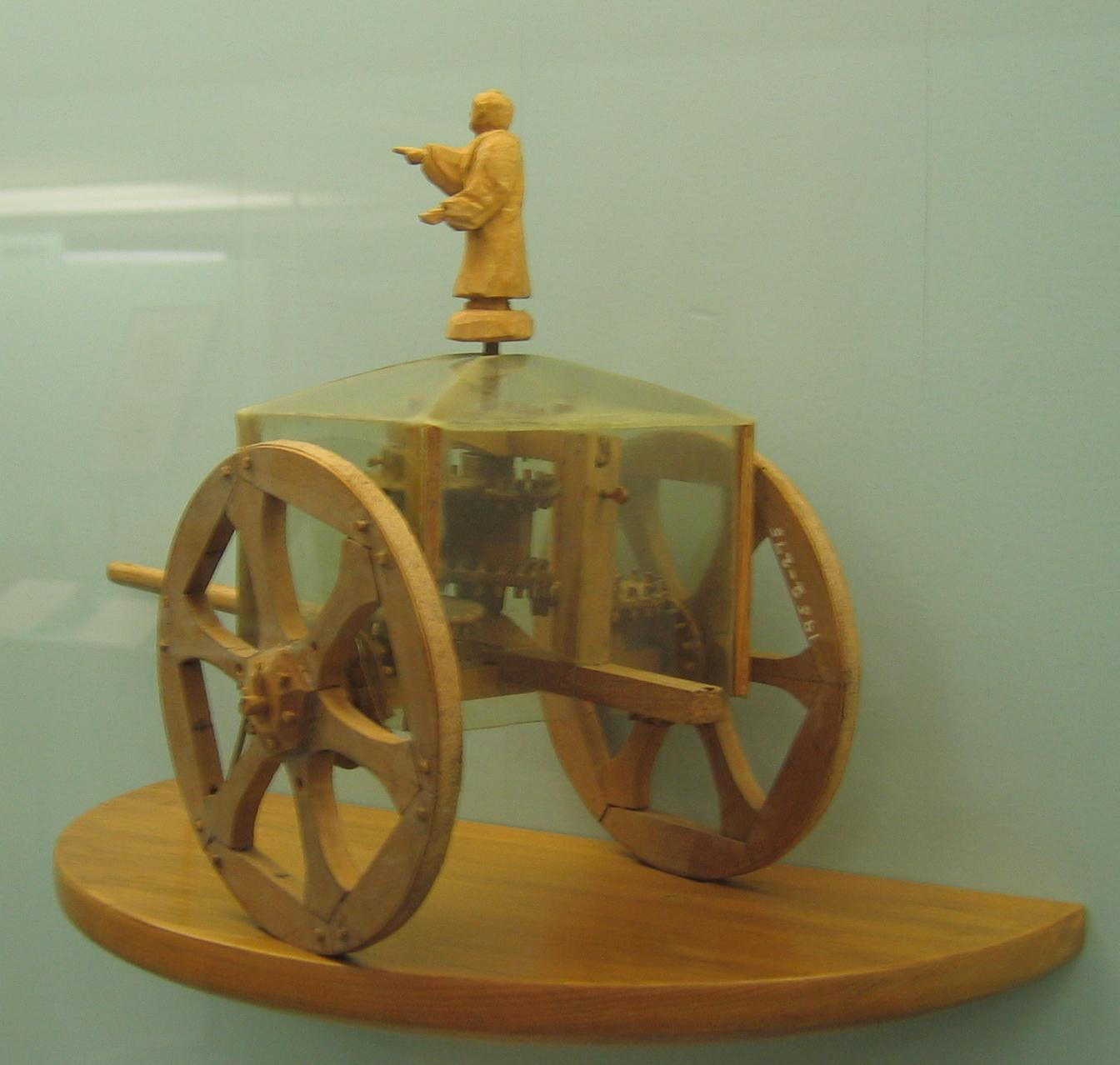
Модель в Музеї науки в Лондоні

Візок, який вказує південь — давньокитайський навігаційний прилад, що працював за принципом зворотного зв'язку. На візку була встановлена фігурка людини, яка незалежно від напряму руху самого візка вказувала простягненою рукою на південь. В цьому пристрої не використовувався магнітний компас.
Візок, який вказує на південь, вважається одним із найскладніших механізмів, створених стародавньою китайською цивілізацією, він використовувалась протягом всього середньовічного періоду. За легендою, його було винайдено близько 2600 р. до нашої ери Жовтим Імператором Хуан-ді, але перша реальна історична версія була створена Ма Цзюнем (200—265 р.) для правителя Мін-ді Царства Вей епохи Трьох Царств.
Фігурка людини була з'єднана з колесами за допомогою диференціальних передач. Завдяки ретельному підбору розмірів коліс, спрямувальних пристроїв та передач, фігурка на верху колісниці постійно вказувала в одному напрямку, тим самим діючи як немагнітний компас транспортного засобу. Багато китайських історичних документів згадують колісницю, що вказує на південь, а деякі описують детальне влаштування внутрішніх компонентів і принцип її роботи.